# Twintips

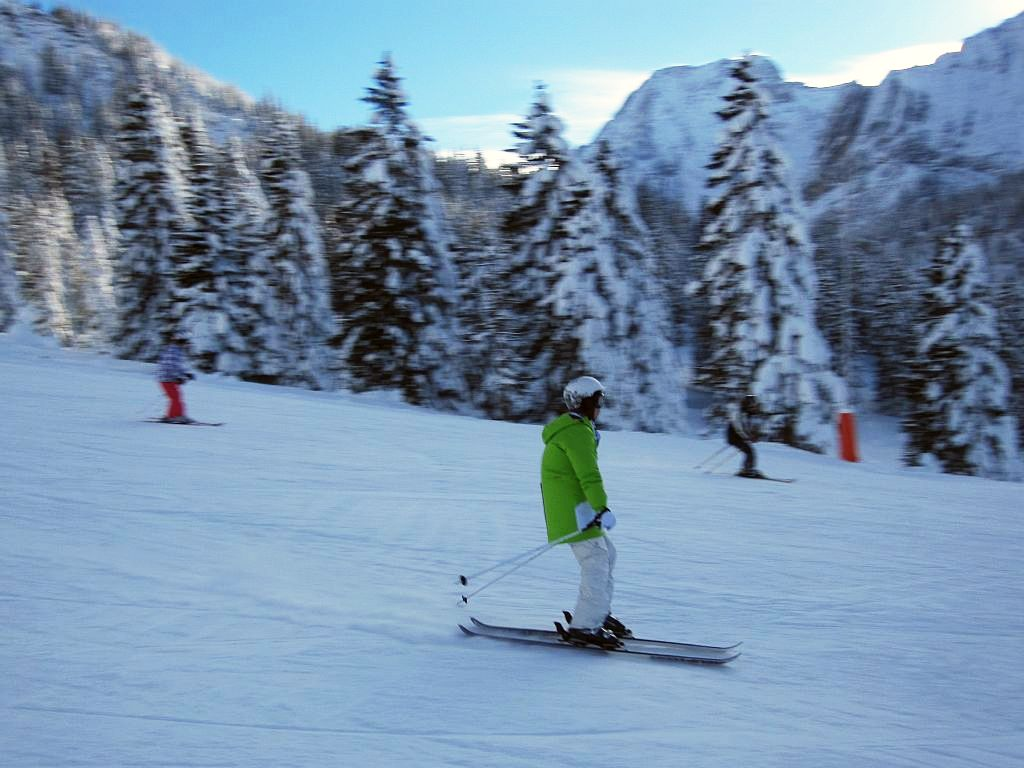
Skifahrer auf Twintips

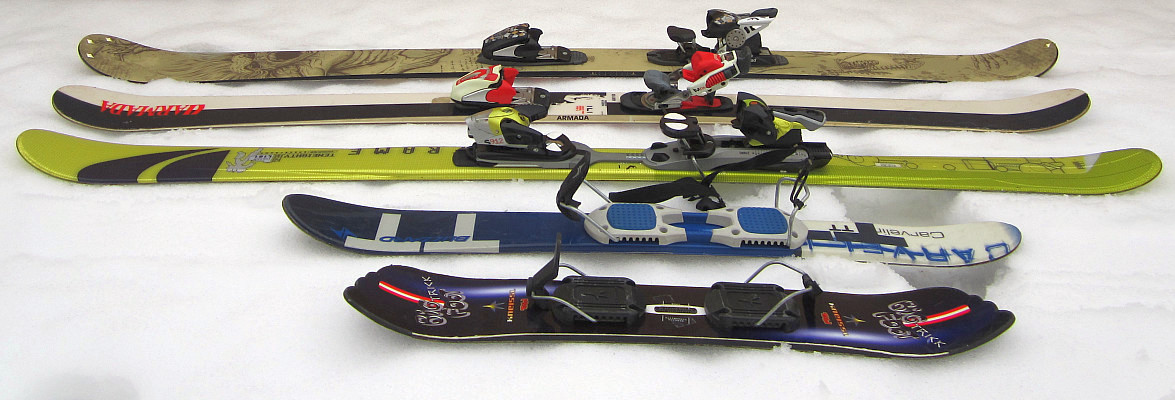
Verschiedene Twintip-Ski, von hinten nach vorne: Freerideski, zwei Freestyleski, zwei Skiboards

Twintips sind Ski, bei denen im Gegensatz zu normalen Alpinski sowohl das Vorder- als auch das Hinterende aufgebogen ist.
Jeder Ski besitzt also zwei Spitzen (englisch Tips), im Gegensatz zu klassischen Alpinski, die eine Spitze und einen „Schwanz“ (englisch Tail) haben. Dies erleichtert das Rückwärtsfahren, da der Ski sich durch das aufgebogene hintere Ende nicht so schnell in den Schnee eingräbt. Dies gilt besonders für die Landung nach Sprüngen und das Fahren im Gelände. Auf einer präparierten Skipiste ist auch ohne aufgebogenes Ende ein Rückwärtsfahren (in der Szene meist Switch oder Fakie genannt) möglich. Mit Twintips geht dies jedoch deutlich einfacher, da zusätzlich zu den aufgebogenen Skienden die Bindung mittiger montiert ist und die Taillierung auf Vorwärts- und Rückwärtsfahren ausgelegt ist.
Meist sind Twintip-Ski auch etwas weicher (höherer Flex) und weniger tailliert als normale Skier. Darüber hinaus besitzen sie in der Regel eine mittig montierte Bindung, eine stabilere innere Konstruktion und verstärkte Kanten. Dadurch sollen sie mehr Stabilität bei Landungen nach Freestyle-Tricks vermitteln und auch große Belastungen wie Sprünge auf Rails überstehen.
Die Entwicklung von Twintips stammt aus den 1970er-Jahren, in denen die Acrobatics (seinerzeit eine Form des Hotdogging, später Ballet) erfunden wurde. Heute wird mit Ski genau wie mit Snowboards in Halfpipes und Funparks gefahren. Nachdem der Sport immer beliebter wurde und die Nachfrage zunahm, entwickelten auch die Hersteller ihre ersten Twintips. Die Twintips haben speziell nach dem Aufkommen des Snowboardens an Bedeutung gewonnen.